# Filip Borelli
Filip Borelli (Zagreb, 1984.) hrvatski je novomedijski i multimedijski umjetnik i izvođač.

## Životopis
Rodio se u Zagrebu. Potomak je zadarske plemićke obitelji Borelli Vranski. Nakon gimnazije i Ekonomskog fakulteta, upisao je Akademiju likovne umjetnosti u Zagrebu, smjer Novi mediji. 
Njegova umjetnička djela inspirirana su prirodnim fenomenima i znanstvenom pristupu istraživanja svjetlosti, zvuka i pokreta. Godine 2020. Borelli je dobio priznanje za umjetnički doprinos i inovaciju na 35. Salonu mladih MILLENNIAL i osvaja HPB drugu nagradu za rad Povratno-prostorna glazba (Titraji prostora). Član je Hrvatskog društva skladatelja (HDS) i Hrvatskog društva likovnih umjetnika (HDLU).
Područje njegova umjetničkog pristupa i djelovanja je multimedijalno. Osim što izlaže audiovizualne i kinetičke radove po umjetničkim galerijama, kao izvođač i muzičar nastupa još od 2009. godine. Bavi se fotografijom, videografijom, kinetičkim slikanjem, izrađuje interaktivne instalacije i kinetičke skulpture. Istražuje komunikaciju zvuka, svjetlosti, pokreta i glazbe s publikom izvedbama uživo i preko digitalnih medija.
Sudjelovao je u brojnim izložbama, rezidencijama i festivalima u Hrvatskoj i izvan nje uključujući SiIbersaltz Festival (Njemačka), Touch Me Festival (Hrvatska), IAB – Industrial Art Biennial (Hrvatska), Blockheide Leuchtet (Austrija), Wir wollen das DAS (Austrija) i MTF – Music and Technology Festival (Njemačka).
Borelli je radio kao glumac, redatelj, snimatelj, montažer i performer na brojnim predstavama, filmovima, i glazbenim spotovima. Njegov produkcijski umjetnički obrt zove se Studio De Borell. Član je glazbenog sastava Kosan, bio je u glazbenom kolektivu Beat Busters te je autor samostalnog projekta beatboxa Brego Beat Box i Beat Diver.

## Samostalne izložbe
- 2022. Francuski institut / Institut français de Croatie, Zagreb, HR – Photokinetica[17]
- 2020. DKC Lamparna, Labin, HR – Titrajni dijalozi labinskog podzemlja / Underground vibration dialogues of Labin[18]
- 2020. Galerija VN, Zagreb, HR – Titraji prostora / Vibration of Space[19][20]
- 2019. Pogon Jedinstvo, Zagreb, HR – M24[21]

## Skupne izložbe
- 2023. Ekscena, Nacionalno sveučilište Sesvete, Zagreb, HR – Loop within a loop[22]
- 2022. Another Dimension, Galerija SC, Zagreb, HR – M[23]
- 2022. Glowing Globe Art Festival, Galerija Kortil, Rijeka, HR – UVD & Kinetička fotografija / Kinetic photo[24]
- 2022. Godišnja izložba članova Hrvatskog društva likovnih umjetnika, HDLU, Zagreb, HR – Kinetička fotografija / Kinetic photo[25]
- 2021. Device_art Festival, Galerija MKC, Split, HR – M24[26]
- 2021. Godišnja izložba članova Hrvatskog društva likovnih umjetnika, HDLU, Zagreb, HR – Short films[27]
- 2021. Blockhede leuchtet, Gmund, AUT – M24[28]
- 2020. 35. Salon mladih MILLENNIAL, Zagreb, HR – Povratno-prostorna glazba (Titraji prostora) / Spacesonic Feedback Music (Vibrations of Space)[29]
- 2020. 3. Industrial Art Biennial (IAB_03), MMSU Rijeka, HR – Titrajni dijalozi labinskog podzemlja / Underground vibration dialogues of Labin[30]
- 2020. Arterija, Muzej Lapidarium, Novigrad N/M, HR – Nevidljiva ljepota / Invisible Beauty[31]
- 2019. Festival grafoskopa - Overhead projector festival, ACC Attack, Zagreb, HR – Lantern acustorium 4Mdk[32]
- 2019. Francuski paviljon, Zagreb, HR – Skladbafon XYZ[33]
- 2019. Galerija Prozori, Zagreb, HR – Spontano literarno vokaliziranje / Spontaneous literary vocalization[34]
- 2019. Silbersaltz Festival, Halle, GER – Nevidljiva ljepota / Invisible Beauty[35]
- 2019. Visualia Festival, Pula, HR – M[36]
- 2018. ZEZ Festival, Zagreb, HR – Pozor molim! Gdje su nam oči to? / Attention Please! Where are our eyeballs at?[37]
- 2018. Salon mladih ULUS, Samobor, HR – Dah na noćnom svjetlu / Breath on the Night Lens[38][39]
- 2018. Blockheide leuchtet, Gmund, AUT – Nevidljiva ljepota / Invisible Beauty[40]
- 2018. TASK, Akademija likovnih umjetnost, Zagreb, HR – Plasticophone[41]
- 2018. Visualia Festival, Pula, HR – Nevidljiva ljepota / Invisible Beauty[42]
- 2018. ZEZ Festival, Zagreb, HR – Inox Aquasonic[43]
- 2017. Sound Art Incubator, Zagreb, HR – Beatbusters XYZ[44]
- 2017. Aa Gallery, Vienna, AUT – Nevidljiva ljepota / Invisible Beauty[45]
- 2017. Touch Me Festival, Dark Matter, The Invisible Around Us, Zagreb, HR – Nevidljiva ljepota / Invisible Beauty[46]
- 2014. Perforacije, Zagreb, HR – Nevidljiva ljepota / Invisible Beauty[47]

## Nagrade
- 2020. HPB druga nagrada, 35. Salon mladih MILLENNIAL (HDLU) – „Povratno prostorna glazba (Titraji prostora)”[48][49]

## Vanjske poveznice
- Službena stranica